# Maria Lúcia Fattorelli
Maria Lúcia Fattorelli Carneiro (Belo Horizonte, 10 de abril de 1956) es una defensora de los derechos humanos brasileña que ejerció de auditora fiscal de los ingresos federales de Brasil entre 1982 y 2010. Es reconocida por su labor y experiencia en la Auditoría Ciudadana de la Deuda, siendo nombrada presidente del Sindicato de Auditores Fiscales ‘da Receita Federal UNAFISCO de Brasil.

## Trayectoria
Especializada (MBA) en Administración Tributaria de FGV-EAESP (2009) y con título en Administración de la Universidad Federal de Minas Gerais (1978), impulsó y participó activamente el proceso Auditoría Cidadã da Dívida como coordinadora nacional y asesora técnica de la Comisión Parlamentaria de Investigación de la Deuda Pública del CPI en la Cámara Federal de Diputados en Brasilia (2009-2010). Las actividades de la auditoría ciudadana de la deuda comenzaron poco después del Referéndum de Deuda Popular, celebrado en Brasil en septiembre de 2000, en 3.444 municipios del país, organizado por varias entidades de la sociedad civil brasileña, especialmente la Campaña del Jubileo del Sur.
Desde su trabajo en la auditoría ciudadana de la deuda en Brasil buscó apoyos de la ciudadanía, de las universidades, del Parlamento, con el objetivo de hacer no sólo divulgación, sino de denunciar las presiones recibidas durante el proceso (legales, políticas etc.), con el objetivo de que el pueblo no pagase las deudas ilegítimas de su país, o como explica ella “aquellas que no fueron contratadas por el Estado u entidad del Estado de manera transparente, coherente y en favor de la sociedad sino para cubrir deudas privadas o realizar rescate bancario”.
Fue invitada por los gobiernos de Rafael Correa en Ecuador (2007-2008) y Alexis Tsipras en Grecia (2015), a formar parte de los comités de auditoría de los respectivos países. En ambos casos, la auditoría realizada demostró que una parte de la deuda pública de estos países era fraudulenta.
Fattorelli defiende el carácter ilegítimo del sistema de deuda y la importancia de la herramienta de la auditoría ciudadana de la deuda para estudiar los procesos de endeudamiento público y esgrimir qué parte de la deuda contraída puede ser ilegal, ilegítima u odiosa. Explica cómo este modelo de rescate que el Fondo Monetario Internacional (FMI) y las autoridades imponen a Europa es igual al que fue sometida Latinoamérica desde los años ochenta, y que la deuda privada de la banca se ha transformado en pública de los países del Norte donde esos bancos tienen sede.
También diferencia entre el concepto de deuda más ligado a la deuda personal de las personas (conectada con el honor y dignidad) y la deuda pública incentivada por el sistema de deuda, porque gran parte de ella ha sido generada a cambio de nada. Fattorelli considera que la ciudadanía no debe ese dinero reclamado porque no lo ha recibido.
Formó parte de movimientos sociales en su país y es una destacada feminista. Desde su jubilación se dedica al trabajo de auditoría ciudadana.

## Publicaciones
- 2003 - Auditoria da Dívida Externa: Questão de Soberania, Fattorelli. Contraponto. ISBN 10: 858591050X / ISBN 13: 9788585910501. Colección de artículos sobre deuda externa, organizados bajo la Campaña Jubileo Sur, con contribuciones de expertos brasileños y extranjeros.
- 2013 - Auditoria Cidadã da Dívida Pública - Experiências e Métodos, Fattorelli. CADTM
- 2013 - Auditoria Cidadâ da Dívida dos Estados, Fattorelli. Inove Editora
- 2015 - Informe Auditoría de la Deuda Pública Griega, Comité de la Verdad sobre la deuda pública griega (enlace al pdf).